# Guido di Lusignano (1316)
Guido di Lusignano (1316 – estate 1343) è stato un cavaliere medievale francese fu connestabile di Cipro e Principe titolare di Galilea.

## Biografia

### Infanzia
Secondo la Histoire de l'île de Chypre sous le règne des princes de la maison de Lusignan, Volume 2, Guido era il figlio primogenito del re di Cipro Ugo IV e della prima moglie Maria d'Ibelin, che era figlia del conte di Giaffa, Guido d'Ibelin e della moglie Maria d'Ibelin, signora d'Ascalona e Naumachia, citati da Les familles d'outre-mer, come genitori di una figlia; la primogenitura di Guido è confermata anche dalle Europäische Stammtafeln, vol III cap. 555 (non consultate).
Ugo IV di Cipro, secondo la Chroniques d'Amadi et de Strambaldi. T. 1 era l'unico figlio maschio del connestabile di Cipro, Guido di Cipro († 1304), fratello del re di Cipro, Ugo III e della moglie, Eschiva d'Ibelin (1253 † 1312), signora di Beyrut.
Guido rimase orfano di madre, quando era ancora bambino, tra il 1317 e il 1318 e suo padre, al tempo connestabile di Cipro, in quello stesso anno si sposò in seconde nozze, con una cugina di sua madre, Alice d'Ibelin.

### Principetitolaredi Galilea
Verso il 1320, Guido ereditò il titolo di Principe titolare di Galilea, dalla famiglia di sua madre.
Nel 1324 suo padre, divenne re di Cipro, col nome di Ugo IV, succedendo allo zio, Ugo III, che era morto senza discendenza ed in quello stesso anno, era stato incoronato, assieme alla seconda moglie, Alice,  re di Cipro, nella chiesa di Santa Sofia di Nicosia e re di Gerusalemme, a Famagosta, come ci narra la Chroniques d'Amadi et de Strambaldi. T. 1.

### Matrimonio
Secondo la Histoire de l'île de Chypre sous le règne des princes de la maison de Lusignan, Volume 2 il 29 novembre 1328, nel castello di Bourbon venne redatto il contratto di matrimonio tra Guido e Maria di Borbone, che, sia secondo la Histoire du Bourbonnais et des Bourbons qui l'ont possédé, Volume 1, che secondo la Histoire généalogique et chronologique de la maison royale de France era figlia del Signore e poi primo duca di Borbone, conte di Clermont e conte di La Marche, Luigi I e della moglie, Maria di Avesnes; nel mese di marzo di quello stesso anno, suo padre, Ugo IV, aveva provveduto a designare i procuratori che avrebbero dovuto recarsi in Francia per organizzare il matrimonio di Guido. Nel febbraio del 1329, i Bardi di Firenze annunciarono di aver ricevuto da Luigi I 13000 fiorini, in garanzia della dote di Maria, che saranno restituiti, nel 1332; nel luglio di quell'anno, venne organizzato il viaggio di Maria, con quattro galee dal porto di Aigues-Mortes a Cipro e deciso gli accompagnatori; anche la Chroniques d'Amadi et de Strambaldi. T. 1 riporta che Maria intraprese il viaggio, nel 1229 ed arrivò a Famagosta nel mese di gennaio (1330) e che il matrimonio venne celebrato a Nicosia. Il matrimonio venne celebrato nella chiesa di Santa Sofia a Nicosia alla fine di gennaio 1330; il 24 gennaio, suo padre, Ugo IV, approvava il matrimonio, ed il 31 gennaio 1330, ancora Ugo IV assegnò una controdote a Maria, definendola sua nuora, moglie di Guido.

### Ultimi anni e morte
Nel 1338, Guido, divenne connestabile di Cipro.
Guido, morì nell'estate del 1343, come si può arguire dalla lettera di condoglianze di papa Clemente VI, datata 24 settembre 1343 (non consultata).
A Maria non venne permesso di lasciare Cipro fino al 1346 per ordine del suocero.

## Discendenza
Guido da Maria ebbe un solo figlio:
- Ugo (1335-1386)[18], Principe titolare di Galilea e Principe di Acaia.

## Ascendenza
|                    |                 |                       | Genitori            |  |  | Nonni |  |  | Bisnonni         |  |  | Trisnonni          |  |
|                    |                 |                       |                     |  |  |       |  |  | Ugo III di Cipro |  |  | Enrico d'Antiochia |  |
|                    |                 |                       |                     |  |  |       |  |  | Ugo III di Cipro |  |  | Enrico d'Antiochia |  |
|                    |                 | Isabella di Lusignano |                     |  |  |       |  |  | Ugo III di Cipro |  |  |                    |  |
| Guido di Lusignano |                 |                       |                     |  |  |       |  |  | Ugo III di Cipro |  |  |                    |  |
|                    |                 | Isabella d'Ibelin     | Guido d'Ibelin      |  |  |       |  |  |                  |  |  |                    |  |
|                    |                 | Isabella d'Ibelin     | Guido d'Ibelin      |  |  |       |  |  |                  |  |  |                    |  |
|                    |                 | Isabella d'Ibelin     | Filippa Barlais     |  |  |       |  |  |                  |  |  |                    |  |
| Ugo IV di Cipro    |                 | Isabella d'Ibelin     |                     |  |  |       |  |  |                  |  |  |                    |  |
|                    |                 | Giovanni II di Beirut | …                   |  |  |       |  |  |                  |  |  |                    |  |
|                    |                 | Giovanni II di Beirut | …                   |  |  |       |  |  |                  |  |  |                    |  |
|                    |                 | Giovanni II di Beirut | …                   |  |  |       |  |  |                  |  |  |                    |  |
| Eschive d'Ibelin   |                 | Giovanni II di Beirut |                     |  |  |       |  |  |                  |  |  |                    |  |
|                    |                 | Alice de la Roche     | Guido I de la Roche |  |  |       |  |  |                  |  |  |                    |  |
|                    |                 | Alice de la Roche     | Guido I de la Roche |  |  |       |  |  |                  |  |  |                    |  |
|                    |                 | Alice de la Roche     | …                   |  |  |       |  |  |                  |  |  |                    |  |
| Guido di Lusignano |                 | Alice de la Roche     |                     |  |  |       |  |  |                  |  |  |                    |  |
|                    | Balian d'Ibelin | …                     |                     |  |  |       |  |  |                  |  |  |                    |  |
|                    | Balian d'Ibelin | …                     |                     |  |  |       |  |  |                  |  |  |                    |  |
|                    | Balian d'Ibelin | …                     |                     |  |  |       |  |  |                  |  |  |                    |  |
| Guido di Ibelin    | Balian d'Ibelin |                       |                     |  |  |       |  |  |                  |  |  |                    |  |
|                    |                 | Alice di Lampron      | …                   |  |  |       |  |  |                  |  |  |                    |  |
|                    |                 | Alice di Lampron      | …                   |  |  |       |  |  |                  |  |  |                    |  |
|                    |                 | Alice di Lampron      | …                   |  |  |       |  |  |                  |  |  |                    |  |
| Alice d'Ibelin     |                 | Alice di Lampron      |                     |  |  |       |  |  |                  |  |  |                    |  |
|                    |                 | Baldovino d'Ibelin    | …                   |  |  |       |  |  |                  |  |  |                    |  |
|                    |                 | Baldovino d'Ibelin    | …                   |  |  |       |  |  |                  |  |  |                    |  |
|                    |                 | Baldovino d'Ibelin    | …                   |  |  |       |  |  |                  |  |  |                    |  |
| Isabella d'Ibelin  |                 | Baldovino d'Ibelin    |                     |  |  |       |  |  |                  |  |  |                    |  |
|                    |                 | Marguerite de Giblet  | …                   |  |  |       |  |  |                  |  |  |                    |  |
|                    |                 | Marguerite de Giblet  | …                   |  |  |       |  |  |                  |  |  |                    |  |
|                    |                 | Marguerite de Giblet  | …                   |  |  |       |  |  |                  |  |  |                    |  |
|                    |                 | Marguerite de Giblet  |                     |  |  |       |  |  |                  |  |  |                    |  |

### Fonti primarie
- (LA)  (FR)  Titres de la maison ducale de Bourbon, tome premier
- (LA)  (FR)  Histoire de l'île de Chypre sous le règne des princes de la maison de Lusignan, Volume 2

### Letteratura storiografica
- (FR)  Les familles d'outre-mer.
- (EN)  The Latins in the Levant, a history of Frankish Greece (1204-1566).
- (IT)  Chroniques d'Amadi et de Strambaldi. T. 1.
- (FR)  Histoire généalogique des ducs de Bourgogne de la maison de France.
- (FR)  Histoire généalogique et chronologique de la maison royale de France, Ducs de Bourbon.
- (FR)  #ES Histoire du Bourbonnais et des Bourbons qui l'ont possédé, Volume 1.
- Louis de Mas Latrie, Histoire de l'ile de Chypre sous le régne des princes de la maison de Lusignan, 3 voll., Paris 1855-1861.
- Louis de Mas Latrie, Documents nouveaux servant de preuves à l'histoire de l'ile de Chypre sous le regne des princes de la Maison du Lusignan, Paris 1882.
- Peter W. Edbury, The Kingdom of Cyprus and the Crusades, 1191-1374, Cambridge 1991